# Lamprias
Lamprias foi um filósofo argivo de meados do século IV. De acordo com estudos de Anthony Spawforth, que baseou-se em evidências oriundas de Argos e Epidauro, é possível que Lamprias pertencesse à gente Estacília. Ele e Diógenes participaram de uma embaixada ao imperador Juliano, o Apóstata (r. 361–363) para informar que Argos não podia pagar as contribuições ao festival realizado em Corinto como havia sido feito nos sete anos anteriores (talvez 355-362). Eles são descritos por Juliano como filósofos distintos que em geral fugiam as honras e recompensas da vida pública, mas quando necessário assumiram encargos curiais e gastaram livremente de seus próprios recursos.